# La Mitis
La Mitis – regionalna gmina hrabstwa (MRC) w regionie administracyjnym Bas-Saint-Laurent prowincji Quebec, w Kanadzie. Stolicą jest miasto Mont-Joli. Składa się z 18 gmin: 2 miast, 6 gmin, 1 wsi, 7 parafii i 2 terytoriów nie zorganizowanych.
La Mitis ma 18 942 mieszkańców. Język francuski jest językiem ojczystym dla 99,0%, angielski dla 0,7% mieszkańców (2011).